# Muhammad Nāsir ad-Dīn al-Albānī
Muhammad Nāsir ad-Dīn al-Albānī (arabisch محمد ناصر الدين الألباني Muhammad Nāsir ad-Dīn al-Albānī, DMG Muḥammad Nāṣir ad-Dīn al-Albānī; geboren 1914 in Shkodra, Fürstentum Albanien; gestorben am 2. Oktober 1999 in Amman, Jordanien) war ein bekannter islamischer Gelehrter aus Albanien, der großen Einfluss auf die Entwicklung der zeitgenössischen Salafiya genommen hat.

## Leben
Albani wurde 1914 im albanischen Shkodra geboren, sein Vater Nadschati al-Albani studierte noch zur Osmanischen Zeit in Istanbul hanafitisches Fiqh. Im Jahre 1923, nachdem eine säkulare Regierung an die Macht gekommen war, entschloss sich seine Familie, das Land zu verlassen und sich in Damaskus niederzulassen. Hier erhielt al-Albānī Unterricht in hanafitisches Recht, ebenso absolvierte er eine Ausbildung zum Uhrmacher.
Im Alter von 20 Jahren begann er sich auf die Hadithwissenschaften zu spezialisieren. Albani forschte weiter auf diesem Gebiet, trotz der Entmutigung seitens seines Vaters, der hoffte, dass er sich mit einfacheren Themen befasse. Albani war finanziell nicht imstande, sich die erforderlichen Bücher zu leisten, sodass er diese häufig von der berühmten az-Zahiriya-Bibliothek in Damaskus auslieh. Ihm wurde dann vom Bibliotheksbesitzer ein eigener Arbeitsraum zugeteilt, in dem er seinen Forschungen nachgehen konnte. Seine Arbeiten soll er nur zum Gebet unterbrochen haben. Er beteiligte  sich an der Katalogisierung arabischer Handschriften und Handschriftenkataloge der Bibliothek, die heute noch wegweisend sind. 1954 begann al-Albānī, selbst Hadith zu unterrichten, und wurde berühmt für sein enormes Wissen auf diesem Feld.
Obwohl al-Albānī es vermied, irgendeine politische Position zu beziehen, beunruhigte seine wachsende Popularität die syrische Regierung, so dass sie ihn 1960 unter Hausarrest stellte. 1961 wurde er auf Vorschlag von Abd al-Aziz ibn Baz an die neu gegründete Islamischen Universität von Medina berufen, an der er die folgenden zwei Jahre Hadithwissenschaften unterrichtete. Nachdem er sich hier mehrere heftige Auseinandersetzungen mit wahhabitischen Gelehrten geliefert hatte, wurde 1963 sein Vertrag nicht verlängert, und er musste das Königreich verlassen. Er lebte die folgenden Jahre in Syrien, wurde dort aber zwei Mal für mehrere Monate inhaftiert. Nachdem 1965 Sayyid Qutb hingerichtet worden war und viele islamischen Bewegungen ihm ihre Ehrerbietungen darbrachten, war er einer der wenigen, die offene Kritik an Qutb übten, indem er nämlich sein Konzept des Glaubens angriff, das seiner Auffassung zufolge Elemente der sufischen Lehre von Muhyī d-Dīn Ibn ʿArabī aufwies.
1975 wurde er zum Mitglied des Obersten Rats der Islamischen Universität Medina ernannt und damit in Saudi-Arabien teilweise rehabilitiert. In dieser Zeit geriet er in einen immer schärferen Gegensatz zur Muslimbruderschaft, deren Anhänger seine Vorlesungen boykottierten und in ihrer Zeitschrift al-Mudschtamaʿ sehr negativ über ihn schrieben. Schüler von al-Albānī, die das Wahhabitentum von dem Einfluss der Muslimbrüder befreien wollten, bildeten eine Gruppierung, die sich Ahl al-hadīth nannte und gegen die in den frühen 1970er Jahren aufblühende Bewegung des "islamischen Erwachens" (aṣ-ṣaḥwa al-islāmīya) vorging. Mit der Besetzung der Großen Moschee 1979 forderte diese Gruppierung die saudische Regierung gewaltsam heraus. So musste al-Albānī Saudi-Arabien erneut verlassen. Er ließ sich nun in Jordanien nieder und lebte bis zu seinem Tod in Amman unter Hausarrest. In seinen letzten Jahren verhielt er sich weniger konfrontativ.
In seinem Todesjahr wurde Al-Albānī durch die Verleihung des Internationalen König-Faisal-Preises für sein Studium der Hadithliteratur in Saudi-Arabien rehabilitiert.

## Rezeption

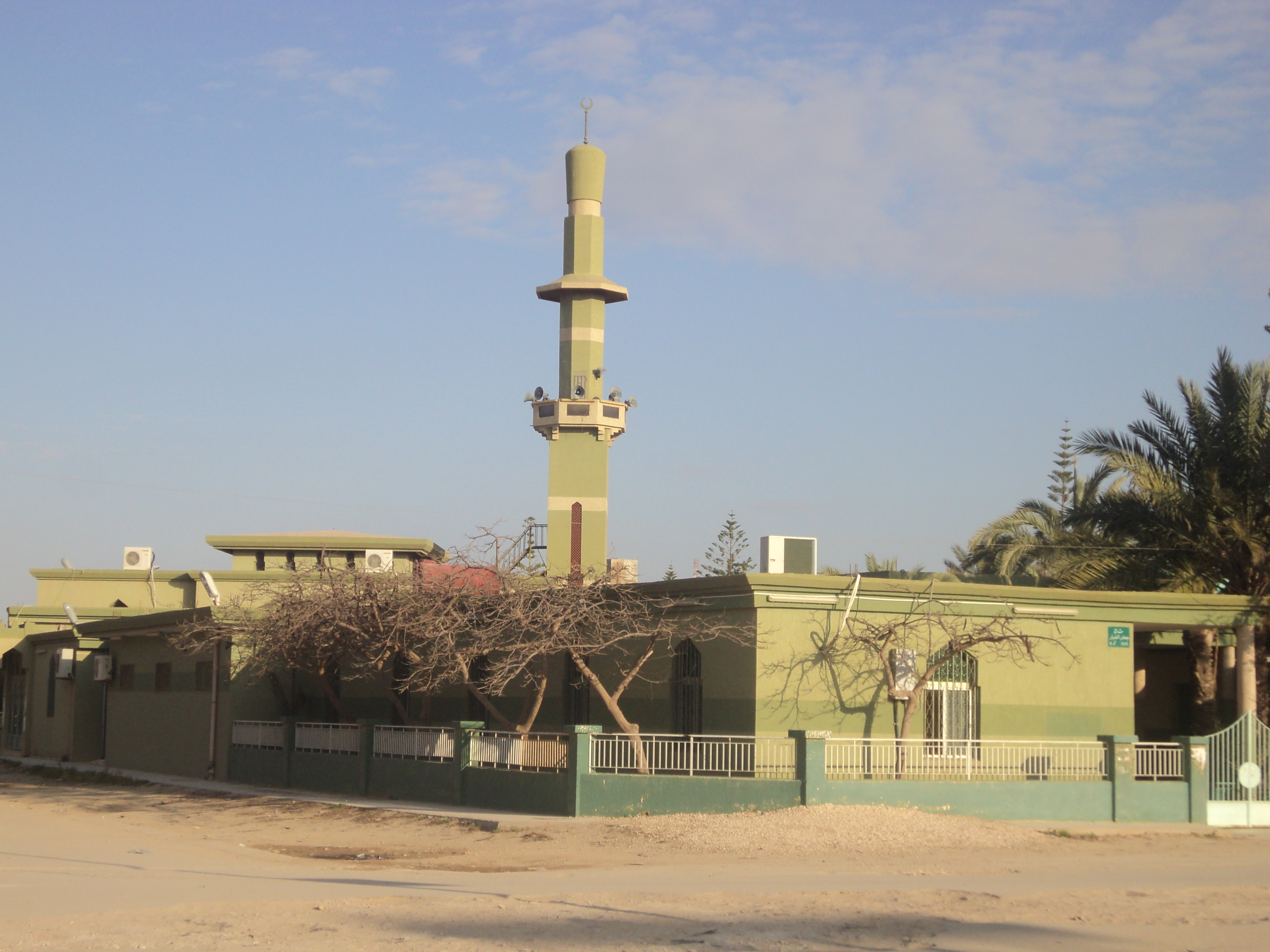
Viele Moscheen in der muslimischen Welt sind Albani gewidmet, so die Grüne Moschee im libyschen Bengasi

Albanis hadithwissenschaftliche Arbeiten wurden in der islamischen Welt oft als zu dogmatisch und kontextlos kritisiert. Vor allem die von ihm in seinem Buch Ādāb al-Zifāf (Die Etiketten der Heirat) vertretene Meinung, dass Gold in Form von Ringen, Bändern oder anderen runden Gegenständen auch für Frauen verboten (haram) sei, wird auch von der salafistischen Richtung, der al-Albani angehörte, als falsch abgelehnt.
Unter seinen Editionen alter Hadithwerke islamischer Gelehrsamkeit ist eine Publikation harter Kritik unterzogen worden: das „Buch über den Vorrang, den Segensspruch über den Propheten (Mohammed) zu sprechen“ von Isma'il ibn Ishaq al-Qadi († 895), einem berühmten malikitischen Rechtsgelehrten seiner Zeit aus Bagdad. Die Edition von al-Albani (1. Auflage Damaskus 1963; 2. Auflage Beirut 1969; 3. Auflage Beirut 1977) hat As'ad Salim Tayyim untersucht. Er will in al-Albanis Schriften erhebliche Mängel festgestellt haben.